# Мелихов, Юрий Афанасьевич
Юрий Афанасьевич Мелихов (1 апреля 1937, Ленинград — февраль 2000) — советский велогонщик, призёр Олимпийских игр. Заслуженный мастер спорта СССР (1960).

## Биография
Родился в 1937 году в Ленинграде.
В 1960 году завоевал бронзовую медаль Олимпийских игр в Риме и стал 4-м на чемпионате мира.
В 1961 году выиграл Велогонку Мира. В 1962 году стал серебряным призёром Велогонки Мира.
В 1963 году завоевал бронзовую медаль чемпионата мира в командной гонке на 100 км.
В 1964 году принял участие в Олимпийских играх в Токио, но медалей не завоевал.
В 1958—1963 годах Юрий Мелихов был шестикратным чемпионом СССР — в групповой шоссейной гонке, командной гонке на 100 км, командной гонке преследования на 4000 м, парной гонке.

## Награды
- Медаль «За трудовое отличие» (16.09.1960) — [2]